# 大槻公一
大槻 公一（おおつき こういち、1942年 - ）は日本の獣医学者。鳥インフルエンザ研究の第一人者。鳥取大学名誉教授。獣医学博士（北海道大学・論文博士・1980年）。静岡市出身。

## 人物
渡り鳥の保有する鳥インフルエンザウイルスの調査、病原性などの解析、新型インフルエンザウイルス出現メカニズムの解明などを研究。獣医事審議会委員（農水省）や家きん疾病小委員会委員（農水省）などを歴任。鳥インフルエンザ、鶏伝染性気管支炎、鶏病などに関する著書・学術論文・総説は１６０編を超える。

## 略歴
静岡市清水区出身。1961年、静岡県立静岡高等学校卒業。1966年、北海道大学獣医学部獣医学科卒。塩野義製薬油日ラボラトリーズ研究員を経て、1971年、鳥取大学農学部講師。同大学助教授、教授を経て、1993年、鳥取大学農学部附属家畜病院長、2005年、同大学農学部附属鳥由来人獣共通感染症疫学研究センター長。2006年、同大学名誉教授・特任教授に就任（2018年3月まで）。同年、京都産業大学教授、2008年、同大学先端科学技術研究所教授。鳥インフルエンザ研究センターセンター長（2018年３月まで）を務め、2018年、同大学退職。その後、先端技術を活用した農林水産研究高度化事業研究課題評価分科会評価委員（農林水産省）を務める。

## 受賞歴
- 1983年 日本獣医学会賞
- 2005年 文部科学大臣表彰科学技術賞
- 2014年 兵庫県功労者表彰

## 栄典
- 2022年 瑞宝中綬章受章[6]

## 著書
- 『新型インフルエンザ : あなたのパンデミック対策は間違ってる?!』岩井一夫 著 ; 大槻公一 監修 近代消防社 2009.2[1]
- 『ウイルスがサクッとわかる本 : 恐ろしいパンデミックとどう戦えばいいのか? : 新型インフルの恐怖…』 クリエイティブ・スイート 編著 ; 大槻公一 監修 廣済堂あかつき 2009.12[1]
- 『新型インフルエンザから家族を守る18の方法』 大槻公一 編著 青春出版社 2008.10[1]